# Aeronautica Industrial
Aeronautica Industrial – hiszpańskie przedsiębiorstwo, z siedzibą w Madrycie, produkujące samoloty, samochody ciężarowe, autobusy oraz pojazdy trójkołowe.

## Historia
W 1923 roku inżynier Jorge Loring Martinez założył w Madrycie montownię samolotów. Po wojnie wytwarzała ona pojazdy trójkołowe, później zaś wozy dostawcze. Seria obejmująca wozy pick-up, double cab, minivan i mikrobus znana była pod nazwą Granjero. Z czasem powstały ciężarówki i autobusy, noszące nazwę Avia. W 1970 roku do firmy dołączyła Motor Iberica, która przejęła kontrolę nad całością firmy w roku 1975. Wcześniejsze pojazdy firmy Avia zachowały nazwę Ebro-Avia. Lory i minivany do dziś można spotkać w całej Hiszpanii.